# Rudolf Schwarte

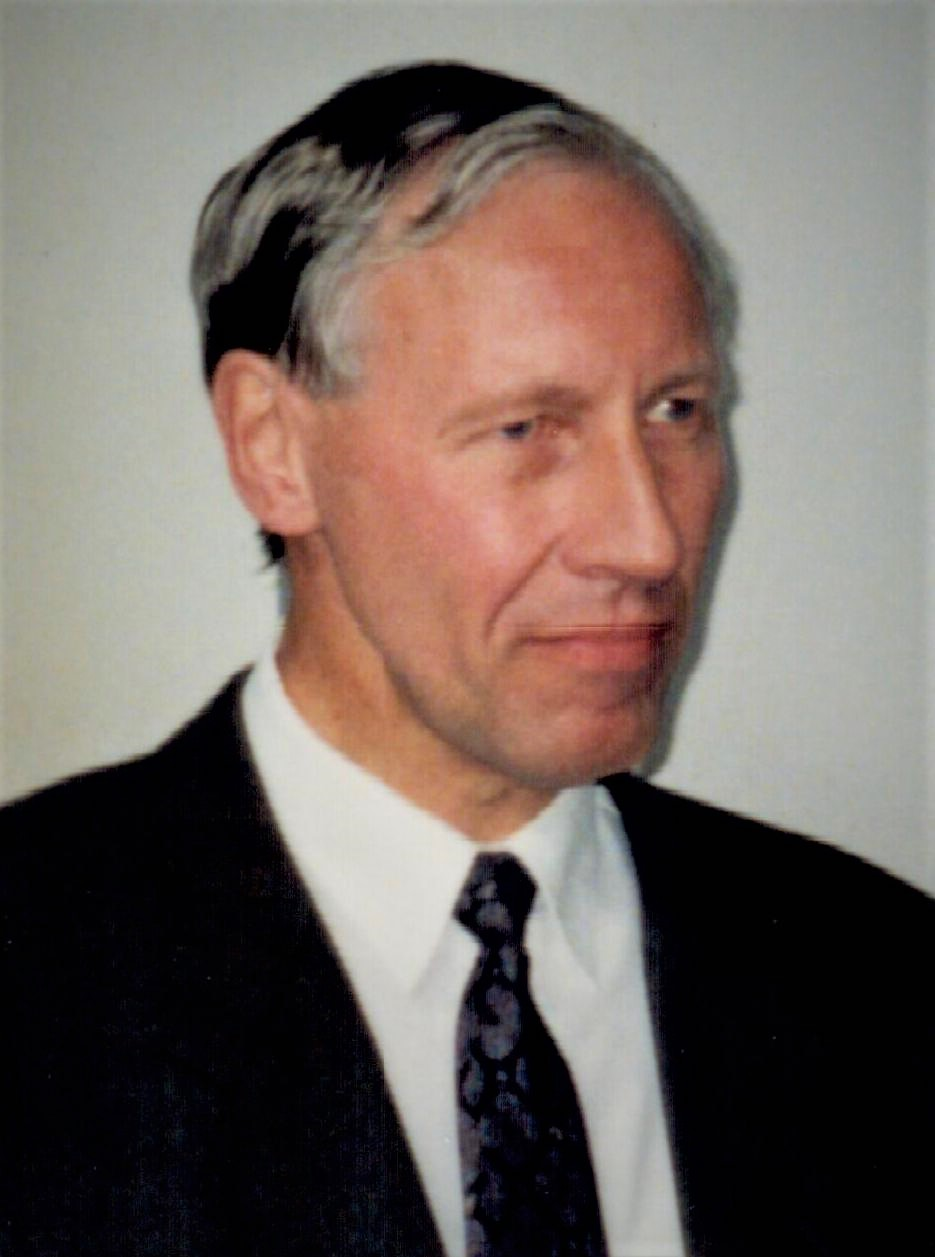
Rudolf Schwarte

Rudolf Schwarte (* 8. Januar 1939 in Quakenbrück; † 7. März 2021) war ein deutscher Ingenieurwissenschaftler. Er war Professor für Nachrichtentechnik und Leiter des Instituts für Nachrichtenverarbeitung (INV) an der Universität Siegen und gilt als Vater des „schnellen“ 3D-Sehens.

## Leben
Schwarte wuchs in Quakenbrück auf, wo er 1959 am Artland-Gymnasium sein Abitur absolvierte. Er studierte Nachrichtentechnik an der RWTH Aachen und war dort anschließend als wissenschaftlicher Mitarbeiter und Oberingenieur tätig. 1978 ging Schwarte zum Industrieunternehmen Keiper in Kaiserslautern. Anschließend war er von 1980 bis 1981 als Entwicklungsleiter bei Mitec in Ottobrunn tätig.
1981 erhielt er einen Ruf auf die Professur für Nachrichtentechnik am Institut für Nachrichtenverarbeitung (INV) der damaligen Universität-Gesamthochschule Siegen, später Universität Siegen. Er engagierte sich in zahlreichen Gremien und Ausschüssen der Universität Siegen. 2007 wurde er emeritiert.
1988 gründete er die Einrichtung des interdisziplinären Zentrums für Sensorsysteme NRW (ZESS), deren Vorstandsvorsitz er bis 1998 innehatte. 1997 gründete er die Gesellschaft S-TEC, heute PMD Technologies AG, die sich mit der räumlichen Bildsensorik auf der Basis von Photo-Misch-Detektoren befasst.
Schwarte brachte in dieser Zeit zahlreiche akademische Schüler hervor, die in der freien Wirtschaft sowie teilweise selbst als Professoren tätig wurden, u. a. Otmar Loffeld, Bernhard Bundschuh, Rüdiger Klein. Drei seiner betreuten Doktorarbeiten wurden mit dem NRW Bennigsen-Foerder-Preis, benannt nach dem Industriemanager Rudolf von Bennigsen-Foerder, ausgezeichnet. Mit mehr als 50 Patenten zählte Rudolf Schwarte zu den weltweit führenden Forschern seiner Disziplin. 1995 wurde er Mitglied im wissenschaftlichen Beirat des Heidelberger Bildverarbeitungsforums. Er war in Fachkreisen des Verein Deutscher Ingenieure und Verband der Elektrotechnik, Elektronik und Informationstechnik tätig.
Schwarte lebte mit seiner Familie in Dreis-Tiefenbach in Netphen im Siegerland.

## Ehrungen und Auszeichnungen
- 2002 Nominierung Deutscher Zukunftspreis[4]
- 2005 Verdienstorden der Bundesrepublik Deutschland (Verdienstkreuz 1. Klasse)[5]